# Neolamprologus multifasciatus
Neolamprologus multifasciatus of Slakkenhuiscichlide is een straalvinnige vissensoort uit de familie van de cichliden (Cichlidae). Deze leeft en broedt in kolonies in en rondom lege slakkenhuizen, waaraan zijn Nederlandse naam is ontleend. Het is een tamelijk populaire Tanganyikacichlide in de aquariumhobby omwille van zijn geringe grootte en de onderlinge verdraagzaamheid. De wetenschappelijke naam van de soort is voor het eerst geldig gepubliceerd in 1906 door Boulenger.